# オーバーハウゼン (ヴァイルハイム＝ショーンガウ郡)
オーバーハウゼン (ドイツ語: Oberhausen) はドイツ連邦共和国バイエルン州オーバーバイエルン行政管区のヴァイルハイム＝ショーンガウ郡に属す町村（以下、本項では便宜上「町」と記述する）で、フーグルフィング行政共同体を構成する自治体の一つである。

## 地理
オーバーハウゼンはムルナウとヴァイルハイム・イン・オーバーバイエルンとの間のプファッフェンヴィンケル地方に位置する。フーグルフィングに湧出したフンガーバッハ川が町内を流れる。

### 自治体の構成
この町は、公式には 9つの地区 (Ort) からなる。このうち小集落や孤立農場などを除く集落を以下に列記する。
- ベルク
- マクスルリート
- オーバーハウゼン

## 歴史
オーバーハウゼン南西のいわゆる城山（シュロスベルク）に中世の城跡が遺されている。これは1170年頃に土着のヴァイルハイム貴族家が築いた山城であった。この一門が1318年に断絶した後、この防衛施設「ヴィレンペルク」は帝国直轄修道院であるエッタール修道院に寄贈されたが、すでに著しく老朽化していた。オーバーハウゼンとベルクはフーグルフィングとともにエッタール修道院に帰属した。

### 人口推移
- 1970年 1,207人
- 1987年 1,503人
- 2000年 2,002人

## 行政
町長は、トーマス・ファイストル (Freie Wähler) である。

## 経済と社会資本

### 交通
オーバーハウゼンはショーンガウとバート・テルツとを結ぶ連邦道 B472号線沿いに位置している。連邦道 B2号線も町のわずか数km東を通っている。最寄りのアウトバーンのインターチェンジはA95号線のジンデルスドルフ・インターチェンジで、町からは南東に約25kmの距離である。最寄りの鉄道駅はオーバーハウゼンとフーグルフィングとの間にある。この駅はヴァイルハイムとムルナウとを結ぶ路線の駅である。

### 教育
1974年以降、オーバーハウゼンはフーグルフィング、エーグルフィングとともにフーグルフィング学校連盟を結んでいる。学生はフーグルフィングの基礎課程・本課程学校（本課程学校は2008年9月1日から）で学んでいる。

## 引用
1. ↑  https://www.statistikdaten.bayern.de/genesis/online?operation=result&code=12411-003r&leerzeilen=false&language=de Genesis-Online-Datenbank des Bayerischen Landesamtes für Statistik Tabelle 12411-003r Fortschreibung des Bevölkerungsstandes: Gemeinden, Stichtag (Einwohnerzahlen auf Grundlage des Zensus 2011)
2. ↑  Bayerische Landesbibliothek Online
3. 1 2  Georg Paula, Stefanie Berg-Hobohm: Landkreis Weilheim-Schongau: Denkmäler in Bayern., Karl M Lipp Verlag München 2003, Band 1, Seite 182